# Centema kirkii
Centema kirkii är en amarantväxtart som beskrevs av Joseph Dalton Hooker. Centema kirkii ingår i släktet Centema och familjen amarantväxter. Inga underarter finns listade i Catalogue of Life.